# Vincent Guérin
Vincent Guérin (n. São Paulo, Brasil, 22 de noviembre de 1965) es un exfutbolista francés que jugaba de mediocampista. Jugó para la selección de Francia en una Eurocopa y es plenamente identificado con el París Saint-Germain, con el cual ganó 5 títulos en su carrera profesional.

## Selección nacional
Fue internacional con la selección de fútbol de Francia en 19 ocasiones y marcó solo 2 goles. Además, participó con la selección francesa, en la Eurocopa 1996 que se realizó en Inglaterra, donde su selección quedó eliminado en semifinales, tras perder ante su similar de República Checa, mediante la lotería de los lanzamientos penales.

### Participaciones en Eurocopa
| Mundial       | Sede       | Resultado |
| ------------- | ---------- | --------- |
| Eurocopa 1996 | Inglaterra | Semifinal |

## Clubes
| Club                | País    | Año       |
| ------------------- | ------- | --------- |
| Stade Brestois      | Francia | 1984-1988 |
| Racing Club Paris   | Francia | 1988-1989 |
| Montpellier         | Francia | 1989-1992 |
| París Saint-Germain | Francia | 1992-1998 |
| Hearts              | Escocia | 1998-1999 |

## Controversia del Dopaje
En 1997, la Federación Francesa de Fútbol se movió para suspender a Guérin, después de que falló una prueba de drogas, administrada después de un juego del PSG, el 5 de octubre de ese año.  Guérin apeló sin éxito a la comisión de apelaciones de dopaje de la FFF, quien le otorgó un prohibición de 18 meses, 12 de los cuales fueron suspendidos. Posteriormente, Guérin apeló ante el Tribunal Administrativo federal francés en Versaille, impugnando la decisión de la FFF por varios cargos. El Tribunal de Versaille confirmó una de las afirmaciones de Guérin, de que la prueba de drogas se administró incorrectamente y por lo tanto, decretó que todo el proceso, debería considerarse nulo. Como resultado, la suspensión impuesta por la FFF, fue finalmente anulada.